# Vélobocage
La Vélobocage, est une voie verte reliant Briouze à Bagnoles-de-l'Orne réalisée en 2022 sur l'ancienne voie ferrée Briouze-Couterne.

## Historique
La voie verte est aménagée en 2022, 30 ans après la fermeture de la voie ferrée.
Cette réalisation suit celle de la voie verte reliant Alençon à Couterne par Pré-en-Pail variante de la véloroute Véloscénie sur une autre voie ferrée abandonnée.

## Parcours
Le début du parcours est situé juste à côté de la gare de Briouze d'où partait l'ancienne ligne. La voie verte passe à côté du Marais du Grand Hazé à environ 1 km du départ où des panneaux amovibles aménagés dans la palissade qui longe le site permettent d'observer les étangs et les oiseaux. Après 2 km, la voie verte croise la route D 21, prend une direction sud, croise plusieurs voies secondaires, puis la D 20 plus importante, passe à côté de l'ancienne gare de Lonlay-Tesson, monte en tranchées jusqu'à son point culminant à la ligne de partage des eaux entre la Manche et l'Atlantique et redescend jusqu'à proximité de l'ancienne gare de La Ferté-Macé à 14 km où se trouvait un double rebroussement ferroviaire. La voie de randonnée a gardé cette configuration en forme de deux épingles à cheveux successives.

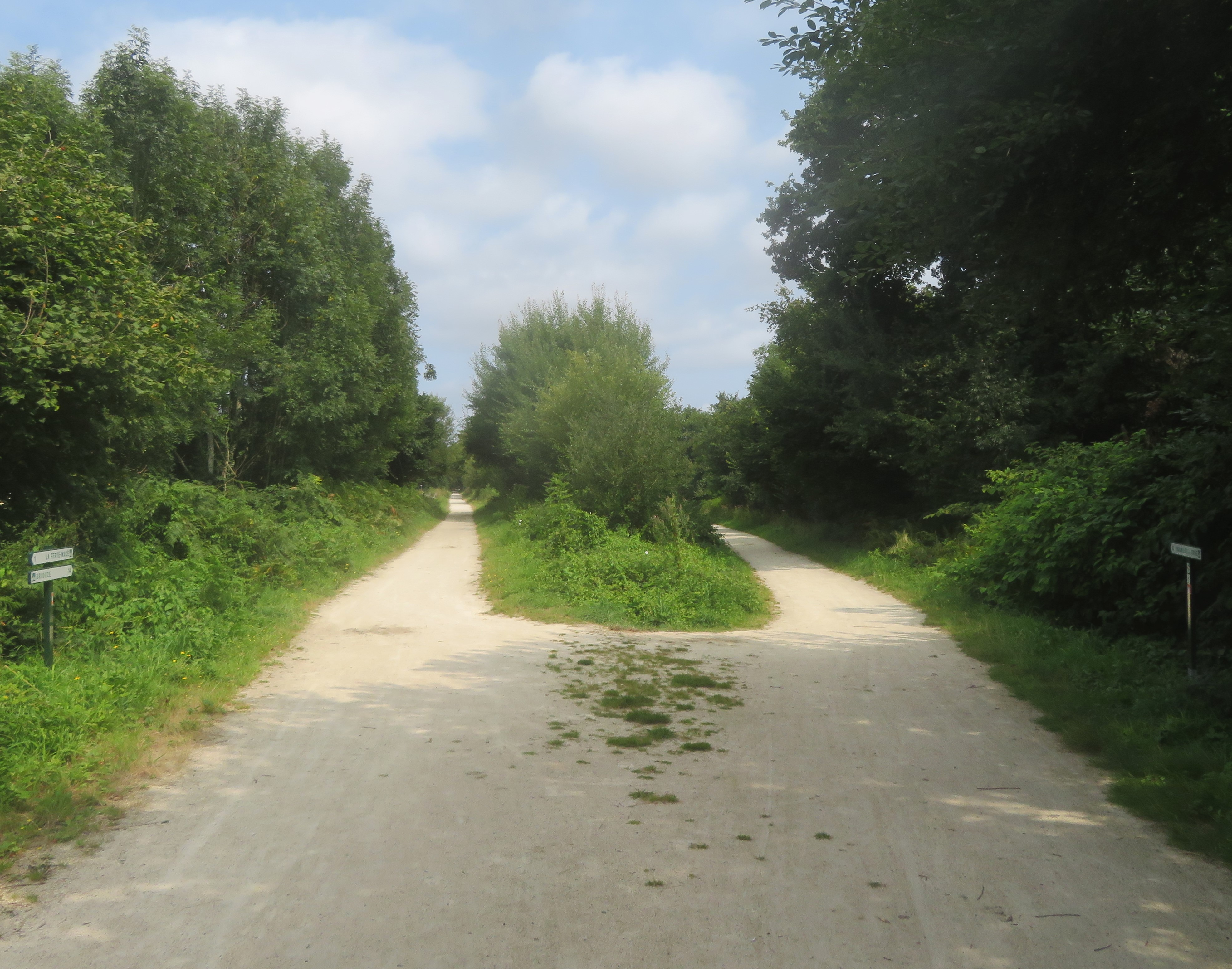
1er rebroussement. Premier plan l'ancienne voie provenant de la gare de La Ferté-Macé, à gauche vers Briouze, à droite vers le 2ème rebroussement pour la direction de Bagnoles-de-l'Orne
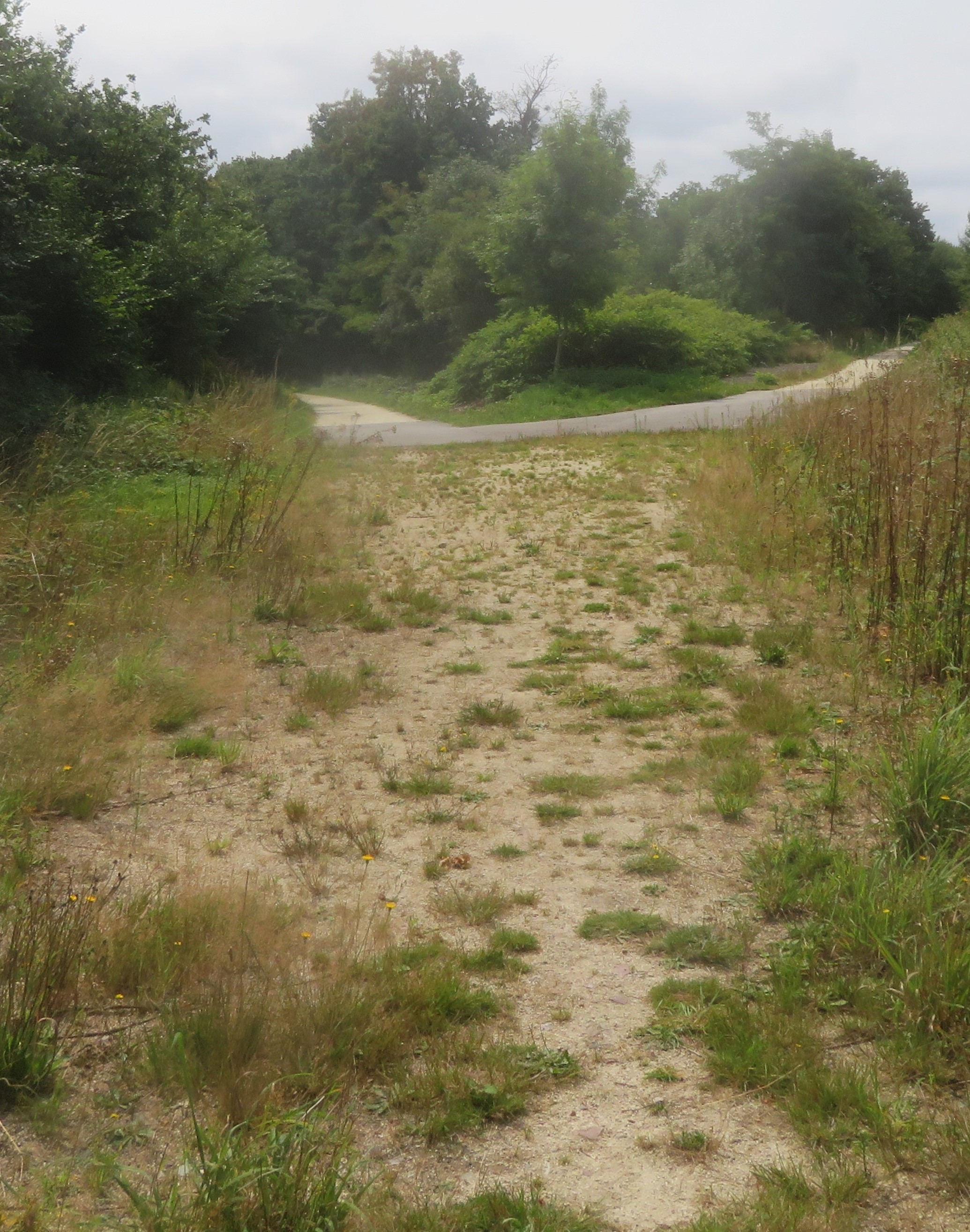
2ème rebroussement. Premier plan, voie en impasse. Au centre l'aiguillage, à droite vers la gare de la Ferté-Macé (et 1er rebroussement), à gauche vers Bagnoles-de-l'Orne

La voie verte contourne ensuite la ville par l'est en passant sur plusieurs ponts enjambant des routes puis prend ensuite une direction sud-ouest, arrive à côté de l'extrémité du vélorail des Andaines, 4 km au nord de Bagnoles-de-l'Orne. La voie de randonnée quitte ensuite le tracé de l'ancienne voie ferrée et traverse la forêt d'Andaine longeant le vélorail, légèrement en surplomb, passe à proximité du Prieuré Saint-Ortaire, passe sur la route  forestière Saint-Ortaire en s'écartant du vélorail et se termine près de l'ancienne gare de Bagnoles-de-l'Orne sur la voie verte goudronnée qui longe de la D 35 sur le parcours de la véloroute Véloscénie  à 21,7 km du point de départ. 
La vélobocage relie ainsi cette véloroute à la gare de Briouze. L'arrivée de la vélocage à Bagnoles-de-l'Orne est également à la bifurcation de deux parcours de Véloscénie de Bagnoles-de-l'Orne à Alençon par Carrouges sur voies partagées, d'autre part par Couterne et la voie verte reliant cette localité à Alençon en passant par Pré-en-Pail sur l'ancienne voie ferrée d'Alençon à Domfront.

## Caractéristiques techniques
Le revêtement en sable compacté est confortable à vélo mais ne permet pas la pratique du roller. La voie verte est autorisée aux cavaliers de Briouze à l'entrée dans la forêt d'Andaine mais non au-delà du point de départ du vélorail jusqu'à l'arrivée à Bagnoles-de-l'Orne.
Sa largeur est d'environ 3 m de Briouze à La Ferté-Macé, rétrécie à  2 m sur une partie du parcours de La Ferté-Macé à Bagnoles-de-l'Orne.
Les barrières aux traversées de routes laissent un passage ouvert de 2 m.
La voie verte comporte 8 tables de pique-nique réparties sur l'itinéraire et un ensemble de 3 au départ à côté de la gare de Briouze où sont également installés 6 casiers « Vél'box » avec barre d'accroche à l'intérieur pouvant de plus être fermés par cadenas.
Le parcours est ombragé, la voie de randonnée étant longée par une rangée d'arbres de chaque côté ne comportant que des trouées assez limitées sur la campagne environnante. 
Son profil de Briouze à l'entrée dans la forêt d'Andaine (extrémité du vélorail) est facile avec au maximum une pente de 2,5 pour cent sur 1 km au sud du point de partage des eaux en direction de La Ferté-Macé. Le dernier tronçon de 4 km dans la forêt d'Andaine comprend quelques passages plus pentus assez courts. 
Le parcours est jalonné de bornes kilométrique indiquant les distances jusqu'à Briouze et Bagnoles-de-l'Orne ainsi que l'altitude.

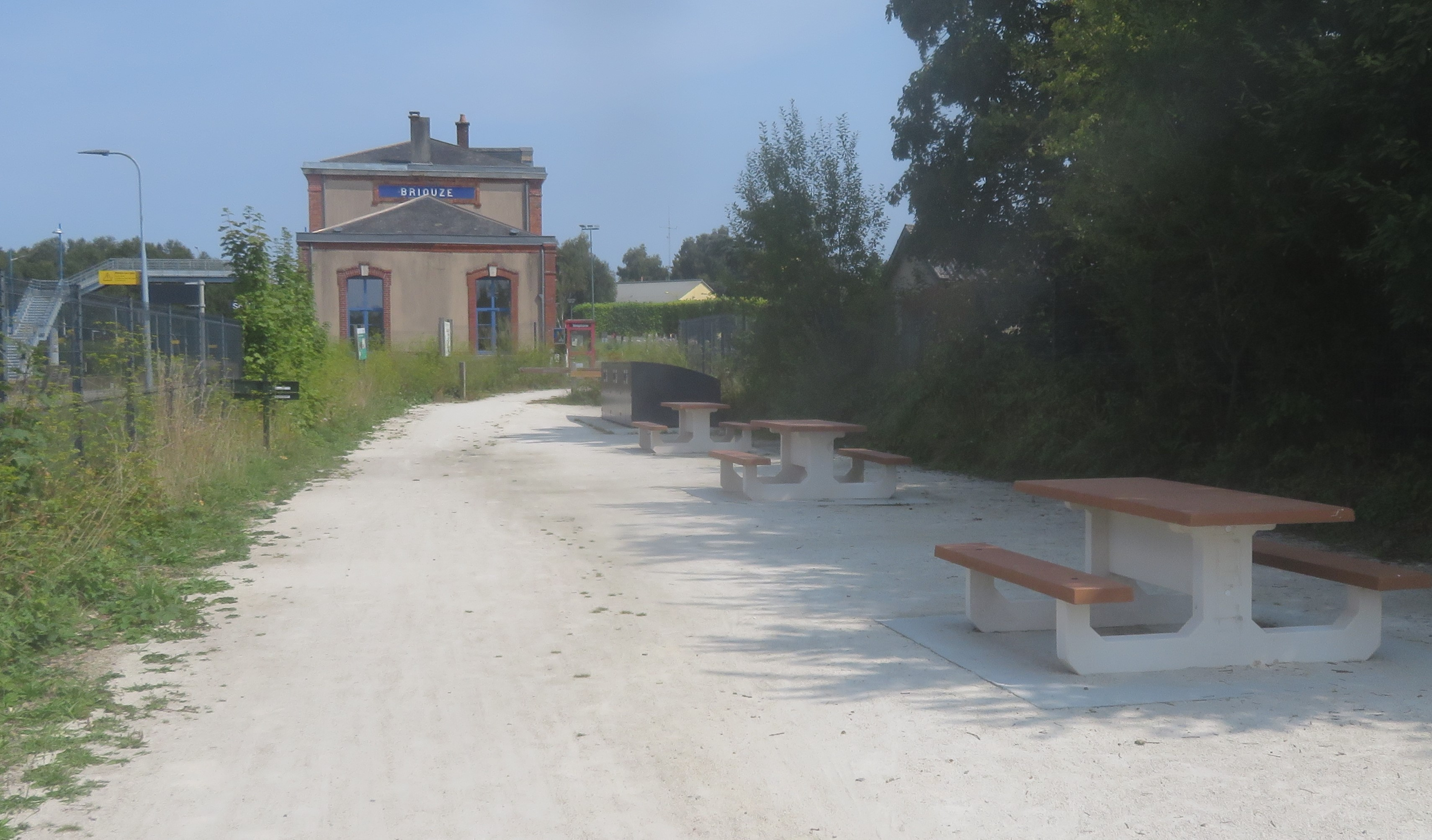
La vélobocage à côté de la gare de Briouze
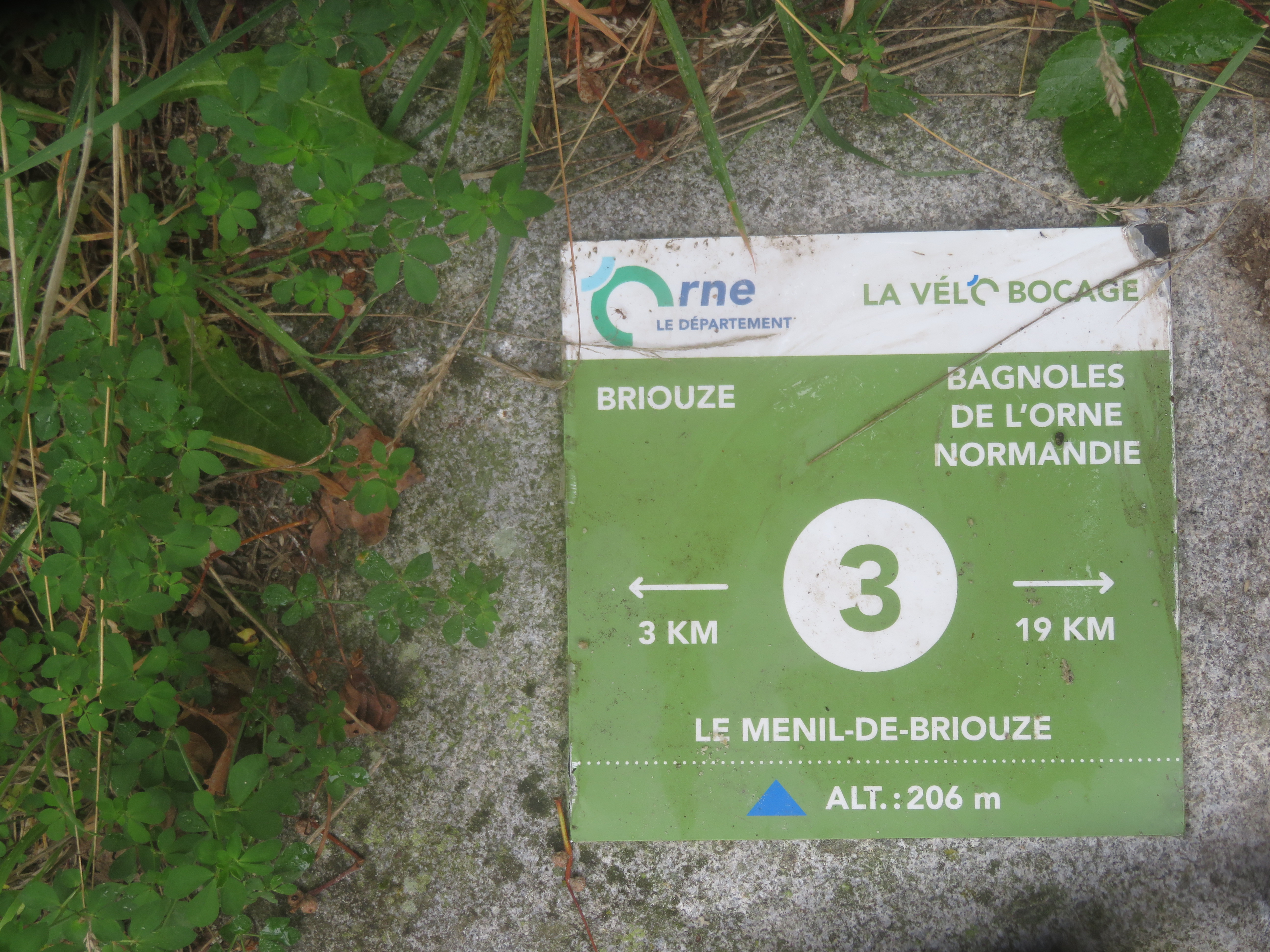
Marquage kilométrique
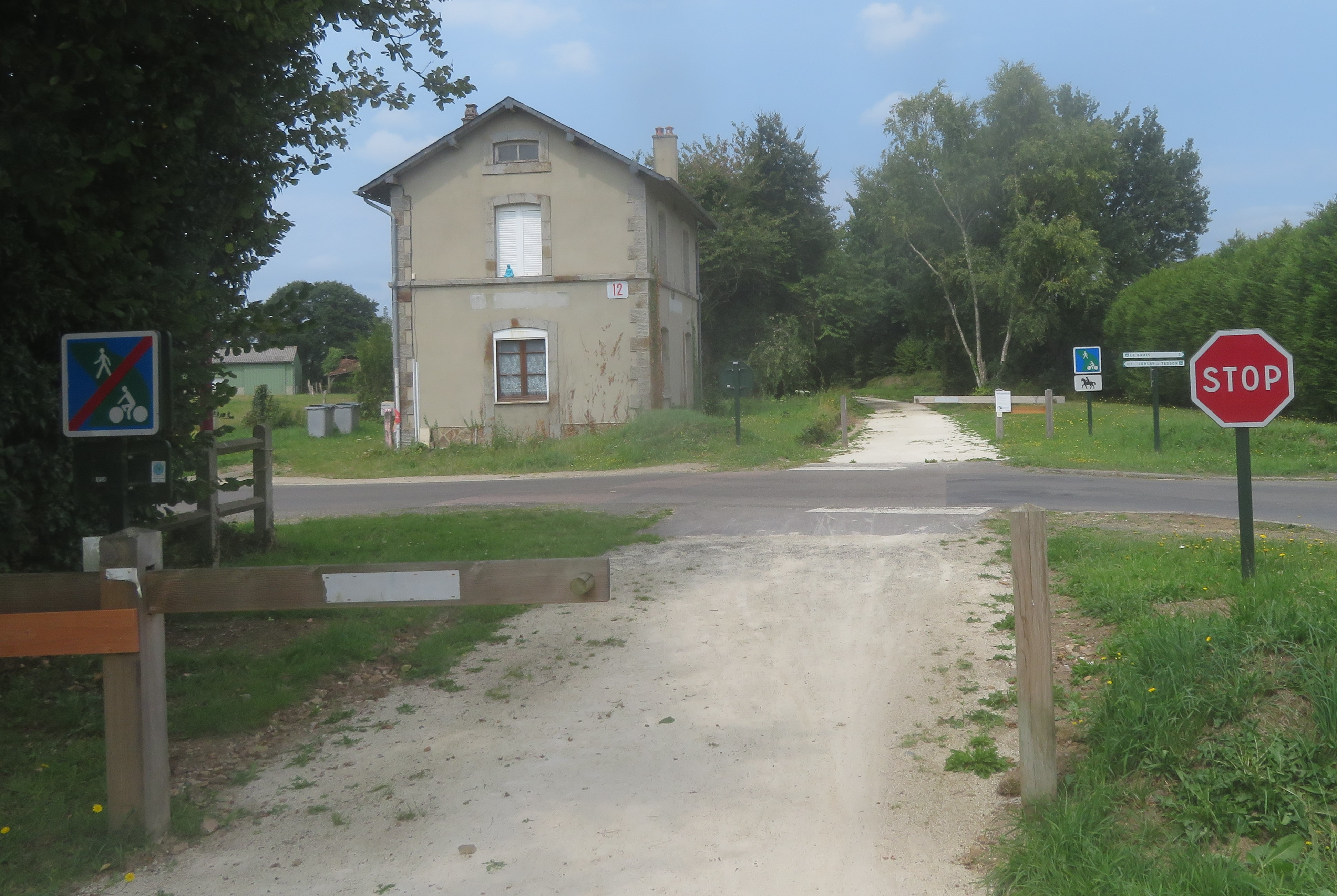
Ancienne gare de Lonlay-le-Tesson